# Volvo Aero
Volvo Aero var en svensk virksomhed, der indgik i Volvo-koncernen. Virksomheden producerede flymotorer og reservedele hertil og foretog flyvedligeholdelse. 1. oktober 2012 blev hele virksomheden overtaget af britiske GKN, og virksomheden drives i dag under navnet GKN Aerospace Sweden AB.
Virksomheden havde hovedkontor i Trollhättan i Sverige og havde herudover aktiviteter i Linköping, Kongsberg (Norge), Boca Raton (USA), Newington (USA) og Kent (USA). I 2007 havde virksomheden 3.200 medarbejdere og omsatte for SEK 7.646 millioner.
- F-104 udstilles foran Volvo Aero
- Svenske Flymotorer AB RM 2B
- Volvo Flymotor RM 6C
- Volvo RM6B
- Volvo Flymotor RM8B